# Los Extraterrestres (álbum de Wisin & Yandel)
Los Extraterrestres (estilizado como Wisin vs. Yandel: Los Extraterrestres) es el quinto álbum de estudio del dúo de reggaetón puertorriqueño Wisin & Yandel. Fue publicado el 6 de noviembre de 2007 a través de WY Records y distribuido por Machete Music e Universal Music Latino.
Contiene las colaboraciones con los raperos estadounidenses Eve y Fat Joe, el venezolano Franco de Vita y los puertorriqueños Don Omar, Jayko, Tony Dize y Gadiel. Una edición limitada en alianza con Zune fue publicado, incluyendo canciones extras, vídeos en vivo y arte conceptual del álbum.

## Recepción

### Comercial
El álbum ha vendido 53 000 copias en su primera semana, el álbum vendió 1,5 millones de copias mundialmente. El álbum ha vendido 1 milon de copias en el mundo.  El álbum logró ganancias de $1 000 000, En Estados Unidos, ha registrado 434 000 copias vendidas a través de Nielsen Soundscan, además de ser el álbum latino más vendido del 2008, según las listas de Billboard. El 11 de noviembre de 2008, el álbum recibió el Premio Grammy Latino al “Mejor álbum de música urbana”, también ganó el “Mejor álbum latino urbano” en el Grammy Awards del año 2009.
En 2007, Billboard le dio una buena calificación al álbum destacado su innovación al género.

## Promoción
Los artistas hicieron una gira "Los Extraterrestres, Otra Dimension World Tour" presentando el álbum y fueron el tercer acto más taquillero de "Hot Tours" de Estados Unidos vendiendo 2 778 573 millones.
En 2008 el dúo lanzó una colaboración con la marca Motorola Inc. para promocionar al álbum..

## Lista de canciones

### Edición estándar (2007)
| N.º      | Título                                           | Productor(es)                                         | Duración |  |
| 1.       | «Intro (Quítense)»                               | Tainy                                                 | 3:02     |  |
| 2.       | «Ahora es»                                       | Nesty · Víctor                                        | 3:29     |  |
| 3.       | «Aprovéchalo»                                    | Tainy                                                 | 2:51     |  |
| 4.       | «Pidiendo calor»                                 | Nesty · Víctor                                        | 3:04     |  |
| 5.       | «Control» (con Eve)                              | Robert Deandre Watson · Takeya Marie Rideout · Víctor | 3:44     |  |
| 6.       | «Una noche más»                                  | Nesty · Víctor · Gómez                                | 4:28     |  |
| 7.       | «Dime quiénes son»                               | Nesty · Víctor · Monserrate & DJ Urba                 | 3:52     |  |
| 8.       | «Las cosas cambiaron» (con Don Omar)             | Nesty · Víctor                                        | 3:46     |  |
| 9.       | «Sexy movimiento»                                | Nesty · Víctor                                        | 3:30     |  |
| 10.      | «Ya me voy»                                      | Nesty · Víctor                                        | 3:45     |  |
| 11.      | «Presión»                                        | Nesty · Víctor                                        | 3:03     |  |
| 12.      | «Imagínate» (con Tony Dize)                      | Nesty · Víctor                                        | 3:26     |  |
| 13.      | «Te hice mujer»                                  | Tainy                                                 | 3:19     |  |
| 14.      | «Como tú no hay nadie» (con Jayko)               | Nesty · Víctor                                        | 3:16     |  |
| 15.      | «Vicio de ti»                                    | Nesty · Víctor                                        | 3:26     |  |
| 16.      | «Oye, ¿dónde está el amor?» (con Franco de Vita) | Nesty · Víctor · Gómez                                | 5:00     |  |
| 17.      | «Jangueo» (con Fat Joe)                          | Sizzle                                                | 3:36     |  |
| 18.      | «Tu cuerpo me llama» (con Gadiel)                | Tainy                                                 | 3:05     |  |
| 19.      | «¿Por qué me tratas así?»                        | Tainy · Víctor                                        | 4:03     |  |
| 01:07:32 |                                                  |                                                       |          |  |

| Zune Bonus Track |                                        |               |          |  |
| N.º              | Título                                 | Productor(es) | Duración |  |
| 20.              | «Me le pegué» (con Franco “El Gorila”) | Tainy         | 3:19     |  |
| 01:10:51         |                                        |               |          |  |

Notas
- «Ahora es» contiene una interpolación lírica de «Ay cosita linda» por Pacho Galán.[20]
- «Te hice mujer» contiene una interpolación lírica de «Ven, devórame otra vez», escrita por Palmer Hernández e interpretado por Lalo Rodríguez.

### Otra Dimensión (2008)
| N.º      | Título                                        | Productor(es)          | Duración |  |
| 1.       | «Dame un poquito»                             | Nesty · Víctor · RKO   | 03:48    |  |
| 2.       | «Síguelo»                                     | Nesty · Víctor · Puka  | 03:33    |  |
| 3.       | «Tus sábanas»                                 | Tainy                  | 03:15    |  |
| 4.       | «Ánimo» (con Tego Calderón)                   | Nesty · Víctor         | 03:25    |  |
| 5.       | «Dime qué te pasó»                            | Nesty · Víctor · Gómez | 04:25    |  |
| 6.       | «Sexy movimiento (Remix)» (con Nelly Furtado) | Nesty · Víctor         | 03:53    |  |
| 01:29:49 |                                               |                        |          |  |

## Créditos y personal
Adaptados desde AllMusic y la librería digital de Universal Music Publishing Group.
Artistas y producción
- Juan Luis Morera – Composición, intérprete.
- Llandel Veguilla – Composición, intérprete, producción de audio.
- Luis Antonio López “El Mimoso” – Ingeniero de audio, asistente.
- Mario de Jesús (Marioso) – Ingeniería, mezcla.
- Tom Coyne – Masterización.
- Franco de Vita – Composición, intérprete invitado.
- John Steve Correa Patiño (Jayko) – Composición, intérprete invitado.
- Tony Feliciano – Composición, intérprete invitado.
- William Omar Landrón – Composición, intérprete invitado.
- Robert Deandre Watson – Composición, producción (5).
- Takeya Marie Rideout – Composición, producción (5).
- Eve Jeffers – Composición, intérprete invitada (5).
- Marcos Masis – Composición, producción.
- Ernesto F. Padilla – Composición, producción.
- Víctor “El Nasi” Martínez – Composición, producción.
- José “El Profesor” Gómez – Composición, producción (6, 16).
- Urbani Mota Cedeño, Álex Monserrate – Composición, producción (7).
- Kazha “Sizzle” Hornsby – Producción (17).
- Joseph Cartagena – Composición, intérprete invitado (17).
- Gadiel Veguilla Malavé – Composición, intérprete invitado (18).
- Eric Right – Intérprete invitado (17).
- Francisco Galán – Composición (2).
- Luis F. Cortés (Franco “El Gorila”) – Composición (10).
- Palmer Hernández – Composición (13).
- Ángel Rodríguez – Congas.
- Félix Márquez – Güira, güiro.
- Joseph Almonte – Guitarras, teclados.
- Félix “El Poeta” Rivera – Tambora.

Machete Music
- Gustavo López – Productor ejecutivo.
- Carolina Arenas – A&R
- Lourdes Pérez – Relaciones públicas.
- Florian Schneider – Fotografía.

## Posicionamiento en listas
| Listas (2007)                        | Mejor posición |
| ------------------------------------ | -------------- |
| Estados Unidos (Billboard 200)       | 14             |
| Estados Unidos (Latin Rhythm Albums) | 1              |
| Estados Unidos (Top Latin Albums)    | 1              |
| Estados Unidos (Top Rap Albums)      | 4              |

| Listas (2008)                        | Mejor posición |
| ------------------------------------ | -------------- |
| Estados Unidos (Billboard 200)       | 31             |
| Estados Unidos (Latin Rhythm Albums) | 1              |
| Estados Unidos (Top Latin Albums)    | 1              |
| Estados Unidos (Top Rap Albums)      | 3              |
| México (Top 100 México)              | 92             |

| Listas (2008)           | Mejor posición |
| ----------------------- | -------------- |
| México (Top 100 México) | 27             |

| Lista (2007)                         | Posición |
| ------------------------------------ | -------- |
| Estados Unidos (Latin Rhythm Albums) | 16       |
| Estados Unidos (Top Latin Albums)    | 67       |

| Lista (2008)                         | Posición |
| ------------------------------------ | -------- |
| Estados Unidos (Billboard 200)       | 124      |
| Estados Unidos (Latin Rhythm Albums) | 1        |
| Estados Unidos (Top Latin Albums)    | 1        |

| Lista (2009)                         | Posición |
| ------------------------------------ | -------- |
| Estados Unidos (Latin Rhythm Albums) | 9        |
| Estados Unidos (Top Latin Albums)    | 32       |

## Reconocimiento
| Publicación | Lista                                               | Posición |
| ----------- | --------------------------------------------------- | -------- |
| Billboard   | Top Latin Albums of 2000s (Álbumes Latinos de 2000) | 12       |

### Sucesión y posicionamiento
| Predecesor: La vida... es un ratico de Juanes | U.S. Billboard Top Latin Albums — Álbum N°. 1 (Primera vuelta) 24 de noviembre de 2007 – 7 de diciembre de 2007  | Sucesor: Empezar desde cero de RBD                  |
| Predecesor: Empezar desde cero de RBD         | U.S. Billboard Top Latin Albums — Álbum N°. 1 (Segunda vuelta) 15 de diciembre de 2007 – 21 de diciembre de 2007 | Sucesor: Capaz de todo por ti de K-Paz de la Sierra |
| Predecesor: Para siempre de Vicente Fernández | U.S. Billboard Top Latin Albums — Álbum N°. 1 (Tercera vuelta) 14 de junio de 2008 - 20 de junio de 2008         | Sucesor: Para siempre de Vicente Fernández          |

| Predecesor: King of Kings: Live de Don Omar               | U.S. Billboard Latin Rhythm Albums — Álbum N°. 1 (Primera vuelta) 24 de noviembre de 2007 - 22 de febrero de 2008 | Sucesor: Te quiero: Romantic Style In Da World de Flex |
| Predecesor: Te quiero: Romantic Style In Da World de Flex | U.S. Billboard Latin Rhythm Albums — Álbum N°. 1 (Segunda vuelta) 14 de junio de 2008 - 29 de agosto de 2008      | Sucesor: Talento de barrio de Daddy Yankee             |

## Certificaciones
| País (Certificador) | Certificación      | Ventas certificadas |
| --- | ------------------ | ------------------- |
| Estados Unidos (RIAA) | 3× Platino (Latin) | 434 000             |
| México (AMPROFON) | Oro                | 50 000*             |
| ^cifras de envíos basadas únicamente en la certificación xcifras no especificadas basadas únicamente en la certificación |                    |                     |

## Historial de lanzamiento
| País           | (Versión Estándar)     | (Re-edición)        |
| -------------- | ---------------------- | ------------------- |
| Canadá         | 6 de noviembre de 2007 | 27 de mayo de 2008  |
| Estados Unidos | 6 de noviembre de 2007 | 27 de mayo de 2008  |
| México         | 6 de noviembre de 2007 | 27 de mayo de 2008  |
| Reino Unido    | 6 de noviembre de 2007 | 20 de junio de 2008 |